# لوسيان دوبويس
لوسيان دوبويس هو فلاح وسياسي كندي، ولد في 30 أبريل 1893 في كندا، وتوفي في 8 نوفمبر 1948. حزبياً، نشط في الحزب الليبرالي الكندي. وقد انتخب عضو مجلس العموم الكندي.